# マグノフロリン
(S)-マグノフロリン（英：Magnoflorine）は、Pachygone ovata、Sinomenium acutum、Cissampelos pareiraなどのツヅラフジ科の様々な種から分離されているアポルフィン構造サブグループの第4級ベンジルイソキノリンアルカロイド（BIA）である。 
Sinomenii caulisの抽出物に含まれる確認された抗炎症薬の中から同定され、鎮静薬・抗不安薬としての作用、赤血球溶血の減少、抗真菌薬としての作用、LPS誘発急性肺傷害の改善、筋萎縮からの保護などの潜在的な生理学的作用を持つと指摘されている。さらに、マグノフロリンはNF-κB活性化の阻害薬であり、β2アドレナリン受容体のアゴニストであることが確認されている。
(S)-マグノフロリンは、多くのBIA構造サブグループの生合成における極めて重要な中間体である(S)-レチクリンから、2つの酵素的段階を経て代謝的に誘導される。最初に、(S)-コリツベリン合成酵素/CYP80G2から(S)-コリツベリンへ、次に、(S)-コリツベリン-N-メチルトランスフェラーゼから(S)-マグノフロリンへ変換される。